# Bataille de Fair Garden
Guerre de Sécession
Batailles
Opérations autour de Dandridge :
- Mossy Creek
- Dandridge
- Fair Garden

La bataille de Fair Garden est une bataille de cavalerie mineure de la guerre de Sécession entre l'armée de l'Ohio et le département du Tennessee oriental, se déroulant le 27 janvier 1864, dans le comté de Sevier, Tennessee. Malgré la petite taille de la bataille, les deux camps subissent des pertes considérables.

## Contexte
À la suite de la bataille de Dandridge les 16 et 17 janvier 1864, la cavalerie de l'Union se déplace vers le sud de la rivière French Broad, où ils désorganisent les raids de recherche de nourriture des confédérés et capturent de nombreux wagons chargés dans cette région. Le 25 janvier 1864, le lieutenant général James Longstreet, commandant le département du Tennessee oriental, donne des instructions à ses subordonnés pour couper court aux opérations de l'Union au sud de la French Broad. Le 26 janvier 1964, le brigadier général Samuel D. Sturgis, ayant déjà eu des contacts avec la cavalerie confédérée, déploie ses troupes pour surveiller les gués de la région. Deux brigades de cavalerie confédérées et de l'artillerie viennent de Fair Garden dans l'après-midi, mais sont mises en échec à environ six kilomètres quatre cents (quatre miles) de Sevierville. D'autres confédérés attaquent une brigade de cavalerie de l'Union, cependant, à Fowler's sur la Flat Creek, et la repoussent d'environ trois kilomètres deux cents (deux miles). Aucun autre combat a lieu ce jour-là.

### Route de Fair Garden
Les éclaireurs de l'Union observent que les confédérés se sont concentrés sur la route de Fair Garden, aussi Sturgis ordonne une attaque là dans la matinée du 27 janvier 1864. Dans un brouillard épais, la division de l'Union du colonel Edward M. McCook attaque et repousse les confédérés du major général William T. Martin. Vers 16 heures, les hommes de McCook chargent avec leur sabre et mettent en déroute les confédérés. Sturgis se lance à leur poursuite le lendemain, capturant et tuant la plupart des rebelles désorganisés. Lorsque les forces de l'Union atteignent la rivière French Broad près de Dandridge, elles voient trois brigades de Longstreet en train de traverser la rivière. Réalisant qu'il est sous-équipé en armes, Sturgis décide prudemment d'évacuer la région. Sturgis essaie alors d'attaquer la division de cavalerie confédérée du brigadier général Franck C. Armstrong qui campe à cinq ou six kilomètres de la rivière. Armstrong a fortifié sa position et trois régiments sont venus en renfort. Ne sachant pas qu'Armstrong a été renforcé, Sturgis subit de lourdes pertes pendant l'assaut. La bataille se poursuit jusqu'à la nuit, lorsque les fédéraux se retirent de la région. Les fédéraux ont gagné initialement une victoire tactique, mais perdent le contrôle ensuite des terres où ils peuvent fourrager lorsqu'ils sont forcés de retraiter. Les pertes de l'Union s'élèvent à environ une centaine d'hommes et celles des confédérés à environ 165 hommes.